# Марина-Бей (Сингапур)
Марина-Бей — залив у острова Сингапур, а также намытые территории, окружающие этот залив. В начале XXI века эти намытые территории стали центром развития Сингапура, в частности на них были сооружены гостиничный комплекс Marina Bay Sands, финансовый центр Марина-Бей, сингапурское колесо обозрения (с 2008 по 2014 год самое высокое в мире) и Музей искусства и науки, здесь же расположены Плавучий стадион и гоночная трасса Марина-Бей.

## История
Намыв новых территорий в районе залива Марина-Бей начался в 1969 году и в основном был завершен к 1992 году. В ходе этих работ было изменено устье реки Сингапур, она стала впадать в залив, а не прямо в море. С середины 1980-х годов начались проектные работы по застройке намытых участков. В 2005 году эти новые территории получили официальное название Марина-Бей.
В 2006 году началось сооружение плавучего стадиона (англ. The Float @ Marina Bay), стальной платформы размером 120 м на 83 м, с 2007 года на нём проводятся различные мероприятия, включая спортивные состязания, выставки, концерты и другие культурные мероприятия, в частности в 2010 году он использовался при проведении Летних юношеских Олимпийских игр. С 2008 года на улицах близ залива проходит Гран-при Сингапура.
Также в 2008 году была сооружена дамба (англ. Marina Barrage) длиной 350 м, превратившая залив в пресноводное водохранилище, накапливающее сток рек Сингапура, включая одноименную реку и реку Каланг. У острова Сингапур нет водоносного слоя и проблема пресной воды стоит достаточно остро, большую роль в водоснабжении играют расположенные в разных частях Сингапура резервуары, и Марина-Бей стал крупнейшим из этих 15 резервуаров, обеспечивая около 10 % потребности Сингапура в пресной воде. Помимо сбора пресной воды дамба также регулирует уровень воды при приливах, предохраняя от затопления низко расположенные части города, в частности Китайский квартал.
В 2010 году было завершено строительство Marina Bay Sands, в 2011 году был построен Музей искусства и науки, в 2013 году прошло открытие Финансового центра Марина-Бей.

## Основные достопримечательности
Гостиничный комплекс Marina Bay Sands состоит из трёх 55-этажных башен, накрытых платформой длиной 340 м, на которой расположен парк и бассейн длиной 150 м. Помимо 2561 гостиничного номера комплекс включает выставочный зал площадью 120 тысяч м², торговый центр площадью 74 тысячи м², два кинотеатра, рестораны и казино на 500 столов и 1600 игральных автоматов. Владелец комплекса — Las Vegas Sands, стоимость — $5,5 млрд, автор проекта — израильский архитектор Моше Сафди.
Также по проекту Моше Сафди был сооружён расположенный рядом Музей искусства и науки, по форме напоминающий цветок лотоса. Музей включает 21 галерею на трёх этажах, общая площадь около 4,5 тысячи м².
Финансовый центр Марина-Бей представляет собой комплекс из трёх офисных небоскрёбов, двух жилых зданий и торгового центра. Строительство проходило в две очереди, первая (2 офисных здания и одно жилое) была завершена в 2010 году, вторая — в 2012 году, 15 мая 2013 года прошла официальная церемония открытия. Первую 33-этажную офисную башню почти полностью арендует Standard Chartered для своего сингапурского филиала, также там размещаются офисы Societe Generale, Wellington Management Company и нескольких других компаний. Вторую 50-этажную офисную башню занимают филиалы таких корпораций, как IBM, American Express, BHP Billiton, Bank Pictet, Barclays, Eastspring Investments, ICAP, Macquarie Group, Murex, Nomura Securities и Servcorp. Владельцем большей части третьей 46-этажной башни является сингапурский DBS Bank. Два жилых здания рассчитаны на 428 и 221 квартиру.
Ещё один офисный центр называется Азиатский квартал (англ. Asia Square), состоящий из 30 зданий, основными из которых являются две башни высотой 229 м (43 этажа) и 221 м (46 этажей). Основным арендатором первой башни является Citigroup, также здесь размещаются офисы New State Corporation, CTBC Bank, China Citic Bank International, Julius Baer, China Fortune Land Development, Swiss National Bank, Bank Sarasin, Lloyd's of London, Marsh & McLennan, White & Case, Booz Allen Hamilton, Royal Bank of Canada, Fidelity, Sinochem. Mizuho Financial Group, Allianz, Westpac, Bank Mandiri, Just Office, Mercuria Energy Trading, National Australia Bank, Nikko Asset Management, Edrington, Platinum Equity Advisors, Russell Reynolds, Scor Re, Swiss Re, а также отель сети Westin. Первая башня открылась в 2011 году, вторая в 2013 году, владельцем центра с 2016 года является катарский инвестиционный фонд Qatar Investment Authority.
Сингапурское колесо обозрения (англ. Singapore Flyer) было сооружено в 2005—08 годах на юго-восточной оконечности намытых земель. С момента открытия и до 2014 года оно было самым высоким в мире (165 м).
Значительную часть намытых земель 101 га), окружающих залив Марина-Бей, отведено под «Сады у Залива», три ботанических сада (южный, восточный и центральный). Сады включают две оранжереи, «Цветочный купол» и «Облачный лес», первая из них является крупнейшей оранжереей в мире (площадь — 1,2 га, высота — 35 м), где выставлена богатая коллекция цветов, во второй воспроизведён тропический горный лес. Ещё одной особенностью садов являются «Супердеревья», конструкции высотой от 25 до 50 м. Восточный сад был открыт в 2011 году, южный — в 2012 году, центральный находится на стадии завершения работ..
Также в Марина-Бей расположен основной терминал для приёма круизных лайнеров.